# Mikael Antonsson
Pour les articles homonymes, voir Antonsson.
Mikael Antonsson est un footballeur suédois, né le 31 mai 1981 à Karlskrona en Suède. Il évolue comme stoppeur.

## Sélection nationale
Mikael Antonsson obtient sa première sélection lors d'un match amical à Hong Kong contre la Norvège (0-3) le 22 janvier 2004.
Après avoir obtenu deux nouvelles capes en 2006, Antonsson ne fait son retour dans le groupe suédois que le 15 mars 2011 lorsqu'il est appelé pour le match qualificatif pour l'Euro 2012 contre la Moldavie. Antonsson est titulaire et la Suède s'impose (2-1).

## Palmarès
Austria Vienne
- Champion d'Autriche (1) : 2006
- Vainqueur de la Coupe d'Autriche (2) : 2005, 2006

 FC Copenhague
- Champion du Danemark (5) : 2009, 2010, 2011, 2016 et 2017
- Vainqueur de la Coupe du Danemark (3) : 2009, 2016 et 2017